# Tisamenus serratorius
Tisamenus serratorius (Syn. Hoploclonia serratoria bzw. Hoploclonia serratorius) ist eine Gespenstschrecken-Art, die auf der philippinischen Insel Luzon vorkommt. Sie ist die Typusart der Gattung Tisamenus.

## Merkmale
Auf dem Kopf der Männchen befindet sich ein Paar nach vorne oben gerichtete Stacheln. Auf dem Pronotum sind drei Paar deutliche Stacheln in einer jeweils schräg nach außen laufenden Gruppe angeordnet. An den Seiten des langgestreckten Mesothorax befinden sich je fünf deutliche Stacheln, auf seiner Oberseite ist ein durch angehobene Kanten gebildetes, gleichschenkliges Dreieck zu finden. Die Basis diese Dreiecks bindet sich am Vorderrand des Mesonotums, ist stark erhöht und an den Eckpunkten mit Stacheln bewehrt. An den Seiten des Metathorax befinden sich je drei Stacheln, deren Länge von vorne nach hinten zunimmt. In Verlängerung der hinteren Spitze des Dreiecks vom Mesonotum befindet sich ein Längskamm auf dem Metanotum. Auf diesem können sich jeweils am hinteren Rand des Meso- und Metanotum zwei eng nebeneinanderliegenden Tuberkel befinden, die selten als kurze, stumpfe Stacheln ausgebildet sein können. Das Abdomen ist schlank und fast zylindrisch. Auf seinem ersten bis dritten und teilweise vierten Segment befindet sich je ein schräg zur Seite gerichtetes Stachelpaar, deren Länge von vorne nach hinten kleiner wird.
Weibchen sind um etwa 46 mm lang. Die Anzahl und Anordnung der Körperstrukturen und Stacheln, wobei sämtliche Stacheln viel kürzer und stumpfer sind. Der Thorax wird vom Prothorax zum Metathorax ebenso gleichmäßig breiter, wie das Abdomen allmählich zum Ende hin wieder schmaler wird, so dass der Körper in der Draufsicht beidseits leicht konvex wirkt. Das Abdomen endet in einem relativ kurzen Legestachel (Ovipositor).

## Systematik
Im Jahr 1875 beschrieb Carl Stål Tisamenus serratorius in der ebenfalls von ihm aufgestellten Gattung Tisamenus anhand eines Weibchens aus der Sammlung Karl Brunner-von Wattenwyls. Dieses ist heute Holotypus der Art und im Naturhistorischen Museum Wien hinterlegt. Der Artname leitet sich vom lateinischen „serrato“ für gesägt ab und bezieht sich auf die sägezahnartig bewehrten Seitenkanten des Thorax. William Forsell Kirby legte 1904 Tisamenus serratorius als Typusart der Gattung fest. James Abram Garfield Rehn und sein Sohn John William Holman Rehn synonymisierten 1939 die Gattung Tisamenus mit der Gattung Hoploclonia, wodurch die Art zunächst als Hoploclonia serratoria und später als Hoploclonia serratorius geführt wurde. Gleichzeitig teilten Rehn und Rehn die Gattung nach morphologischen Aspekten in verschiedene Gruppen ein. In die sogenannte Serratoria Gruppe, stellten sie mit Hoploclonia serratorius, Hoploclonia asper (heute Tisamenus asper), Hoploclonia clotho (heute Tisamenus clotho) und Hoploclonia atropos (heute Tisamenus atropos), relativ stark bestachelte Arten, mit deutlichen Lateralstacheln entlang der Rändern des Thorax und einem bis etwa zur Hälfte des Mesonotums reichenden, gleichschenkligen Dreieck auf dem vorderen Mesothorax. Nachdem Oliver Zompro 2004 die philippinischen Arten wieder in die Gattung Tisamenus überführte und lediglich die auf Borneo vorkommenden Arten in der Gattung Hoploclonia beließ, bekam die Art ihren ursprünglichen Namen und Status als Typusart der Gattung zurück.

## Terraristik
Die ersten Zuchtstämme von Vertretern der Gattung Tisamenus wurden in den Jahren 2008 bis 2010 gesammelt. Nachdem sie zunächst als Tisamenus sp. 'Sierra Madre' bzw. Tisamenus sp. 'Real' sowie als Tisamenus sp. 'Quezon-Nationalpark' und Tisamenus sp. 'Cunayan' bezeichnet wurden, sind diese Stämme zeitweilig als Tisamenus serratorius in Umlauf gewesen. Frank H. Hennemann identifizierte diese jedoch 2024 als Vertreter der größeren und sehr variablen Tisamenus lachesis. Demnach ist Tisamenus serratorius bisher nicht in Zucht gewesen und alle Veröffentlichungen über die Zuchtstämme von Tisamenus serratorius beziehen sich auf Tisamenus lachesis. Dies gilt für den von der Phasmid Study Group unter der PSG-Nummer 314 geführten Zuchtstamm ebenso, wie den unter der PSG-Nummer 359 geführten und als Tisamenus sp. 'Cunayan' angesprochenen Stamm.